# Periscepsia amicula
Periscepsia amicula är en tvåvingeart som först beskrevs av Louis-Paul Mesnil 1950.  Periscepsia amicula ingår i släktet Periscepsia och familjen parasitflugor. Inga underarter finns listade i Catalogue of Life.